# Scandinavian Touring Car Championship 2017
Scandinavian Touring Car Championship 2017 var den sjunde upplagan av standardvagnsmästerskapet STCC. Robert Dahlgren vann förarmästerskapet och PWR Racing Team vann teammästerskapet.

## Tävlingskalender
| Omgång | Omgång | Datum           | Bana              | Pole Position        | Snabbaste varv       | Vinnande förare      | Vinnande team             | Rapport |
| ------ | ------ | --------------- | ----------------- | -------------------- | -------------------- | -------------------- | ------------------------- | ------- |
| 1      | R1     | 5-6 maj         | Knutstorp         | Fredrik Ekblom       | Fredrik Ekblom       | Robert Dahlgren      | PWR Racing Team           | Rapport |
| 1      | R2     | 5-6 maj         | Knutstorp         |                      | Fredrik Ekblom       | Robert Dahlgren      | PWR Racing Team           | Rapport |
| 1      | R3     | 5-6 maj         | Knutstorp         |                      | Fredrik Ekblom       | Fredrik Ekblom       | Kristoffersson Motorsport | Rapport |
| 2      | R4     | 19-20 maj       | Alastaro          | Johan Kristoffersson | Johan Kristoffersson | Johan Kristoffersson | Kristoffersson Motorsport | Rapport |
| 2      | R5     | 19-20 maj       | Alastaro          |                      | Johan Kristoffersson | Johan Kristoffersson | Kristoffersson Motorsport | Rapport |
| 2      | R6     | 19-20 maj       | Alastaro          |                      | Johan Kristoffersson | Johan Kristoffersson | Kristoffersson Motorsport | Rapport |
| 3      | R7     | 18-19 juni      | Solvalla          | Johan Kristoffersson | Johan Kristoffersson | Johan Kristoffersson | Kristoffersson Motorsport | Rapport |
| 3      | R8     | 18-19 juni      | Solvalla          |                      | Johan Kristoffersson | Johan Kristoffersson | Kristoffersson Motorsport | Rapport |
| 3      | R9     | 18-19 juni      | Solvalla          |                      | Johan Kristoffersson | Robert Dahlgren      | PWR Racing Team           | Rapport |
| 4      | R10    | 8-9 juli        | Falkenberg New    | Fredrik Blomstedt    | Fredrik Blomstedt    | Fredrik Blomstedt    | Kristoffersson Motorsport | Rapport |
| 4      | R11    | 8-9 juli        | Falkenberg New    |                      | Daniel Haglöf        | Fredrik Ekblom       | Kristoffersson Motorsport | Rapport |
| 4      | R12    | 8-9 juli        | Falkenberg New    |                      | Dennis Strandberg    | Johan Kristoffersson | Kristoffersson Motorsport | Rapport |
| 5      | R13    | 12-13 augusti   | Gelleråsen Newest | Robert Dahlgren      | Daniel Haglöf        | Robert Dahlgren      | PWR Racing Team           | Rapport |
| 5      | R14    | 12-13 augusti   | Gelleråsen Newest |                      | Joonas Lappalainen   | Fredrik Ekblom       | Kristoffersson Motorsport | Rapport |
| 5      | R15    | 12-13 augusti   | Gelleråsen Newest |                      | Fredrik Blomstedt    | Robert Dahlgren      | PWR Racing Team           | Rapport |
| 6      | R16    | 2-3 september   | Anderstorp        | Robert Dahlgren      | Fredrik Blomstedt    | Daniel Haglöf        | PWR Racing Team           | Rapport |
| 6      | R17    | 2-3 september   | Anderstorp        |                      | Robert Dahlgren      | Robert Dahlgren      | PWR Racing Team           | Rapport |
| 6      | R18    | 2-3 september   | Anderstorp        |                      | Fredrik Blomstedt    | Robert Dahlgren      | PWR Racing Team           | Rapport |
| 7      | R19    | 15-16 september | Mantorp Long      | Mattias Andersson    | Mattias Andersson    | Fredrik Ekblom       | Kristoffersson Motorsport | Rapport |
| 7      | R20    | 15-16 september | Mantorp Long      |                      | Daniel Haglöf        | Fredrik Ekblom       | Kristoffersson Motorsport | Rapport |
| 7      | R21    | 15-16 september | Mantorp Long      |                      | Fredrik Ekblom       | Fredrik Blomstedt    | Kristoffersson Motorsport | Rapport |